# Eudokia
Eudokia Angelina (ook wel Jevdokia) (* ±1180) was de dochter van de Byzantijnse keizer Alexius III Angelus en Euphrosyne Doukaina Kamaterina.
In 1191 huwde ze met de župan van Servië, Stefan Nemanjić. Het zou het aanzien van de župan enorm verhogen, als hij met een keizerlijke prinses zou trouwen. Ze werd echter door haar man verstoten, en tussen 1201 en 1202 lieten ze zich scheiden, waarna Eudokia terug naar Constantinopel gestuurd werd. Uit dit huwelijk kwam Stefan Radoslav van Servië voort. 
Daarna trouwde ze in 1204 in Thracië met Alexius V van Byzantium, die voor de kruisvaarders op de vlucht was. Ze werd echter al snel weer weduwe, want Alexius werd gevangengenomen in Constantinopel, en vermoord. 
Op de vlucht met haar vader leerde ze in Thessalië Leon Sgouros kennen, die als heerser van Korinthe, Argos en Nauplia heel Midden-Griekenland beheerste. Ze huwden in Larissa in 1205. In 1208 pleegde Sgouros zelfmoord door zich van een toren te werpen, en ging Eudokia naar Klein-Azië, bij haar zus Anna, die getrouwd was met Theodorus I, keizer van Nicaea.
Het is niet bekend waar en wanneer ze stierf.